# フォッカー D.VIII
フォッカー D.VIII
- 用途：戦闘機
- 設計者：ラインホルト・プラッツ
- 製造者：フォッカー
- 運用者：ドイツ帝国空軍
- 初飛行：1918年5月
- 生産数：約400機

フォッカー D.VIIIは第一次世界大戦末期にドイツのフォッカー社で開発された単発のレシプロ戦闘機である。フォッカー社製の機体としては初めて最高速度が200km/hを超えた機体だったが、登場時期が遅すぎたため、少数機の生産で終戦を迎えた。本機は当初フォッカー E.Vと呼ばれていたが、戦闘機の記号がDに統一されたためD.VIIIと改称された。

## 概要
三葉戦闘機Dr.Iの下翼を撤去した実験機が良好な性能を示したため、フォッカー社はこれを実用機化したD.VIIIを開発した。D.VIIIは、胴体、尾翼、エンジンはDr.Iと共通だったが、主翼は木製の一枚翼でそれを胴体から片側4本の支柱で支えていた。また方向舵前方に小さな垂直安定板を設けていた。エンジンの出力は低かったものの、空気抵抗の少なさから速度性能は向上し、最高速度は202km/hを記録した他上昇性能もDr.IやD.VIIを上回った。1918年5月に行われた審査において優れた性能を示した為、軍から量産命令が出された。
1918年6月頃から就役を開始したが、主翼破損による墜落事故が多発し原因究明のため一時生産中止になってしまった。その後9月に生産が再開されたが、既にドイツの敗色濃厚な時期であり部隊配備は少数に止まり、連合軍との戦闘機との空戦の機会もほとんどないまま終戦を迎えた。終戦までの総生産数は、約400機程である。

## 運用者
- ドイツ帝国 - ドイツ帝国空軍（1918年11月の休戦までに381機を受領）
- オランダ - オランダ空軍（アントニー・フォッカーが売却した20機を1919年に受領）
- ソビエト連邦 - ソビエト空軍（ポーランド・ソビエト戦争で1機を捕獲し、1920年代中期まで使用）
- ベルギー - ベルギー空軍（捕獲機1機を1919年から1920年代初期まで使用）
- - ポーランド空軍（E.Vを16機とD.VIIIを1機捕獲し、7機を運用した。最後のE.Vは1924年まで目録に載っていた。）

## スペック
諸元
- 乗員: 1
- 全長: 5.86 m[1]
- 全高: 2.60 m
- 翼幅: 8.34 m[1]
- 翼面積: 10.7 m2
- 最大離陸重量: 605 kg
- 動力:  オーパーウルゼル UII、110 hp    × 1[1]

性能
- 最大速度: 202 km/h[1]
- 航続距離: 270 km
- 実用上昇限度: 6,000 m

武装
- 7.92mm機関銃×2[1]